# Gestalt i storm
Gestalt i storm är en bronsskulptur av Bror Marklund, som han skapade mellan 1960 och 1964. Skulpturen återfinns i Trelleborg.

## Historia
Den 15 mars 1964 överlämnade redarna Jarl Malmros och Frans Malmros den monumentala skulpturen till Trelleborgs stad. Malmrosarnas rederi Trelleborgs Ångfartygs Rederi AB firade 90-årsjubileum och överlämnandet av gåvan ingick som en del i firandet. Bror Marklund var en erkänd konstnär när konsul Frans Malmros gav honom uppdraget. Hela den fyra år långa skissutveckling som ligger bakom Gestalt i storm visades samtidigt på en stor utställning på Malmö museum. Här kunde man se de hundratals skisser, gipser och bronser som ligger bakom det färdiga verket.
Gestalt i storm är numera ett oomtvistat konstverk. Det har blivit frimärke 1974. 1980 blev verket motiv på Trelleborgs lokalmynt. Tiokronorsmyntet hade 2007 ett samlarvärde kring 25-30 kr.
Bror Marklund har senare gjort flera varianter av Gestalt i storm. En finns utanför svenska ambassaden i Moskva, en annan framför kulturhuset i Borås. Skulpturen som finns i Trelleborg flyttades 2002 från Garvaregården till Hamngatan 9.

## Galleri

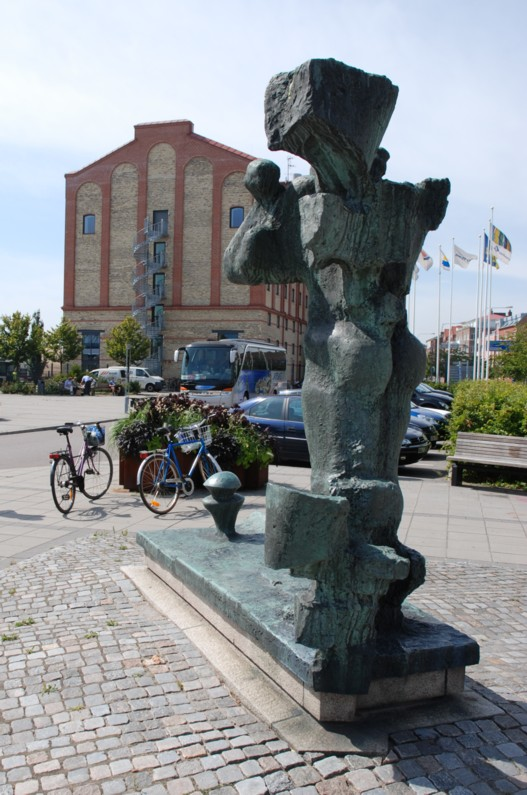
Gestalt i storm i Trelleborg
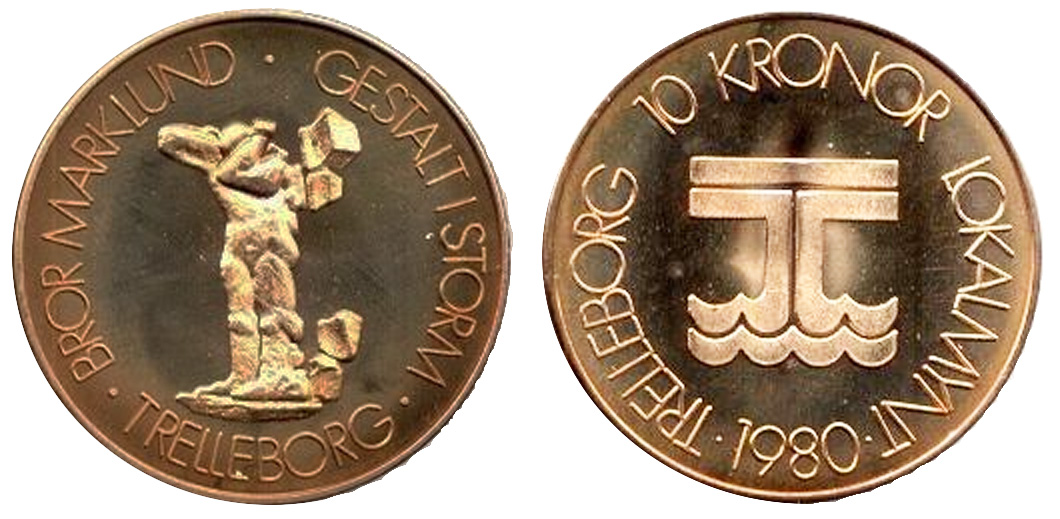
Gestalt i storm, Trelleborgs lokalmynt 1980